# Martin Kubala
Martin Kubala (* 28. ledna 1977) je český biofyzik a šachista, od roku 2018 děkan Přírodovědecké fakulty Univerzity Palackého (PřF UP).

## Život
V mládí studoval na Matematicko-fyzikální fakultě Univerzity Karlovy, kde v oborech fyzika a chemická fyzika získal nejprve magisterský a posléze i doktorský titul. Habilitoval se na PřF UP. V letech 2003 až 2006 hrál na profesionální úrovni šachy.
V lednu 2018 byl zvolen děkanem PřF UP, když ve volbě porazil protikandidáty Iva Fréborta a Michala Čajana. Funkce se ujal v únoru 2018. Do té doby pracoval v Centru regionu Haná pro biotechnologický a zemědělský výzkum. V prosinci 2021 byl zvolen děkanem i pro druhé funkční období trvající do ledna 2026. V červnu 2025 Kubalu prezident Petr Pavel jmenoval na návrh vědecké rady Jihočeské univerzity v Českých Budějovicích profesorem.

### Působení ve funkci děkana
V souvislosti se svým působením ve funkci děkana čelil Kubala několika problémům. Krátce po svém znovuzvolení v lednu 2018 (v první volbě nebyl žádný kandidát zvolen a obhajující děkan Frébort neuspěl) tehdejší rektor Univerzity Palackého Jaroslav Miller v souvislosti se spory na fakultě Kubalovo jmenování odkládal a jmenoval jej až na poslední chvíli, těsně před ujmutím se mandátu. V září 2019 jej rektor Miller vyzval, aby v souvislosti se spory na fakultě zvážil své setrvání ve funkci, nicméně Kubala na svou funkci rezignovat odmítl. Během svého působení totiž Kubala aktivně bojoval proti vytvoření vědeckého ústavu CATRIN, který ze správy fakulty vyčleňoval její špičková vědecká pracoviště.
V říjnu 2022 dal rektor Univerzity Palackého Martin Procházka Kubalovi výpověď z důvodu údajného masivního úniku dat zaměstnanců fakulty v souvislosti s e-mailovou korespondencí, ke které měl Kubala přístup. V listopadu 2022 však rektor Procházka výpověď stáhl a Kubala ve funkci děkana mohl pokračovat. V březnu 2023 Kubala rezignoval na funkci člena vědecké rady Univerzity Palackého s tím, že rada údajně přehlíží falšování dat ve vědeckých publikacích zveřejňovanými vědeckými pracovníky na fakultě. Podle serveru Hanácké novinky však byl Kubala v roce 2021 sám podezřelý z falšování dat ve svých publikacích.
V červenci 2023 odložila Policie ČR trestní oznámení, které Univerzita na Kubalu podala v souvislosti s únikem dat jejích zaměstnanců. V květnu 2024 rozhodl Krajský soud v Ostravě, že Kubala nezákonně krátil odměny fyzikálnímu chemikovi Radkovi Zbořilovi. Kubala rozhodnutí označil za absurdní.